# Pueblo Viejo, Tolimán
Pueblo Viejo är en ort i Mexiko.   Den ligger i kommunen Tolimán och delstaten Jalisco, i den södra delen av landet, 500 km väster om huvudstaden Mexico City. Pueblo Viejo ligger 704 meter över havet och antalet invånare är 141.
Terrängen runt Pueblo Viejo är kuperad åt nordost, men åt sydväst är den bergig. Runt Pueblo Viejo är det glesbefolkat, med 16 invånare per kvadratkilometer. Närmaste större samhälle är Tolimán, 3,2 km norr om Pueblo Viejo. I omgivningarna runt Pueblo Viejo växer huvudsakligen savannskog.